# پروتوچنویه
پروتوچنویه (به لاتین: Protochnoye) یک منطقهٔ مسکونی در روسیه است که در استان آستراخان واقع شده‌است.